# Barbara Nichols

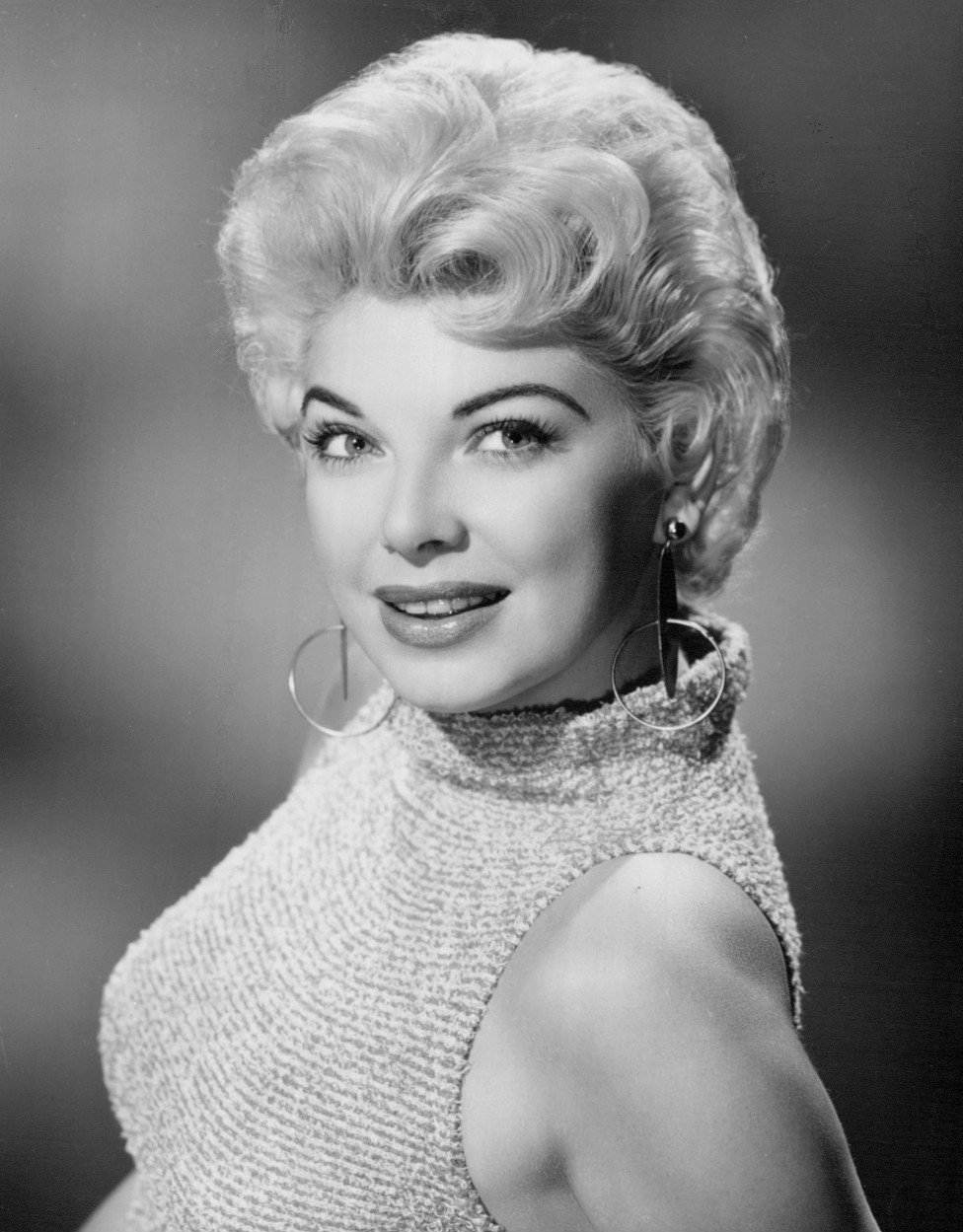
Barbara Nichols, 1956.

Barbara Nichols, född Barbara Marie Nickerauer 10 december 1928 i Mineola, New York, död 5 oktober 1976 i Hollywood, Kalifornien, var en amerikansk skådespelare. Nichols var sedan en tid en populär fotomodell innan hon under andra halvan av 1950-talet slog igenom som filmskådespelare. Hon dök främst upp i biroller som komiska, fräcka och attraktiva kvinnor. Nichols gästspelade även i många amerikanska TV-serier.

## Filmografi, urval
- 1956 – Falskt alibi
- 1956 – Kung och fyra damer
- 1956 – Miracle in the Rain
- 1957 – Pal Joey
- 1957 – Pyjamasleken
- 1957 – Segerns sötma
- 1958 – En rubin åt Kate
- 1959 – Åh, dessa kvinnor
- 1960 – Vem var bruden?
- 1964 – En man för Eva
- 1965 – In i det sista